# Korne (powiat kościerski)
Korne (dodatkowa nazwa w j. kaszub. Kòrné; niem. Kornen, dawniej Korzno) – wieś w Polsce położona w województwie pomorskim, w powiecie kościerskim, w gminie Kościerzyna, na skrzyżowaniu drogi krajowej nr 20 ze Stargardu do Gdyni z drogą wojewódzką nr 235 do Chojnic, nad rzeczką Borową (w tutejszym młynie wodnym znajduje się mała elektrownia wodna Korne 8,1 kW).
| SIMC    | Nazwa        | Rodzaj    |
| ------- | ------------ | --------- |
| 0164411 | Kania        | część wsi |
| 0164428 | Nowa Karczma | część wsi |

W latach 1975–1998 wieś administracyjnie należała do województwa gdańskiego.
Wieś jest siedzibą sołectwa Korne o powierzchni 1968,37 ha, w którego skład wchodzą również miejscowości Kania i Nowa Karczma, liczące łącznie 501 mieszkańców (30.06.2014). W Kornem znajduje się zespół sportowy zawierający pawilon socjalny, stadion piłkarski, boisko do tenisa ziemnego, asfaltowe boisko do koszykówki, asfaltowe boisko do piłki ręcznej i boisko do siatkówki. We wsi znajduje się stacja paliw "BP", a niedaleko wsi znajdują się lasy i jeziora (na wschodzie: Garczyn i Wieprznickie, na północy: Borowe, Wielkie Długie i Gostomskie). Okolice wsi są bardzo atrakcyjne turystycznie.
W miejscowości tej znajduje się lądowisko Korne oraz odkryta strzelnica "Skorpion".